# Woongarra Pool
Der Woongarra Pool ist ein See im Westen des australischen Bundesstaates Western Australia. 
Der See liegt im Verlauf des Beasley River.